# Mercato libero dell'energia in Italia
Il mercato libero dell'energia in Italia nasce come frutto della liberalizzazione del mercato energetico, aprendo la possibilità alle aziende private di poter proporre la propria offerta e permettendo agli utenti di scegliere il proprio fornitore.

## Storia
La liberalizzazione del mercato energetico in Italia fu introdotta dal governo D'Alema I, con l'emanazione del decreto Bersani del 1999. Il documento riportava le indicazioni della direttiva comunitaria 96/92/CE del Parlamento e del Consiglio europeo del 19 dicembre 1996 volta alla creazione del Mercato Unico dell'energia in Europa. Il documento prevedeva una graduale liberalizzazione delle attività lungo tutta la catena di valore (produzione, esportazione, importazione, acquisto e vendita di energia elettrica), per favorire la libera concorrenza nel settore energetico a beneficio del consumatore e nel rispetto degli obblighi di servizio pubblico. Venne seguito dal decreto legislativo 23 maggio 2000, n. 164 che istituì l'effettiva liberalizzazione del mercato del gas. 
Per la regolamentazione dell'intero mercato fu creata nel 1995 l'"Autorità per l'Energia Elettrica e il Gas", un'autorità amministrativa indipendente, poi diventata ARERA (Autorità di Regolamentazione per Energia Reti e Ambienti), il cui compito era quello di garantire la promozione della concorrenza e dell'efficienza nei servizi di pubblica utilità, tutelando gli interessi di utenti e consumatori. 
Il Dlgs 79/99 (Decreto Bersani) prevedeva l'individuazione, all'articolo 14, della figura del cliente idoneo, ossia clienti finali caratterizzati dal proprio consumo di energia elettrica (in GWh) che hanno il diritto ad accedere al mercato libero dell'energia elettrica. Il cliente idoneo è una persona fisica oppure giuridica, quest'ultima sia in forma singola che associata. Tutti i clienti finali non diventano clienti idonei fino a quando non vengono raggiunti dalla soglia di consumo prevista per diventarlo e restano nel mercato vincolato. La progressione temporale, relazionata al taglio di consumo di energia elettrica, prevista dal decreto e localmente modificata con legge 239/2004 era la seguente: 
- All'entrata in vigore del decreto 79/99 (1 aprile 1999)
a) ogni cliente finale il cui consumo, misurabile in un unico punto del territorio nazionale, sia risultato, nell'anno precedente, superiore a 30 GWh;
b) le imprese costituite in forma societaria, i gruppi di imprese, anche ai sensi dell'articolo 7 della legge 10 ottobre 1990, n. 287, i consorzi e le società consortili il cui consumo sia risultato nell'anno precedente, anche come somma dei consumi dei singoli componenti la persona giuridica interessata, superiore a 30 GWh, i cui consumi, ciascuno della dimensione minima di 2 GWh su base annua, siano ubicati, salvo aree individuate con specifici atti di programmazione regionale, esclusivamente nello stesso comune o in comuni contigui.
- A decorrere dal 1º gennaio 2000 hanno diritto alla qualifica di clienti idonei:
c) i soggetti aventi consumi non inferiori a 20 GWh;
d) i soggetti consorziati aventi consumi non inferiori a 20 GWh, con dimensione minima di 1 GWh.
- A decorrere dal 1º gennaio 2002 hanno diritto alla qualifica di clienti idonei:
e) i soggetti aventi consumi non inferiori a 9 GWh;
f) i consorzi aventi consumi non inferiori a 9 GWh, con dimensione minima di 1 GWh;
g) ogni cliente finale il cui consumo sia risultato nell'anno precedente superiore a 1 GWh in ciascun punto di misura considerato e superiore a 40 GWh come somma dei suddetti punti di misura.
- A decorrere dal novantesimo giorno dalla cessione (entro il 01/01/2003), da parte dell'ENEL S.p.a., di non meno di 15.000 MW di capacità produttiva è cliente idoneo ogni cliente finale, singolo o associato, il cui consumo, misurato in un unico punto del territorio nazionale, destinato alle attività esercitate da imprese individuali o costituite in forma societaria è risultato, nell'anno precedente, superiore a 0,1 GWh. (accelerazione del processo di apertura al mercato per i clienti a seguito di nuovi soggetti produttori). Inoltre è cliente idoneo ogni cliente finale, singolo o associato, il cui consumo, misurato in un unico punto del territorio nazionale, destinato alle attività esercitate da imprese individuali o costituite in forma societaria, nonché ai soggetti di cui all'articolo 1, comma 2, del decreto legislativo 30 marzo 2001, n. 165, e successive modificazioni (pubbliche amministrazioni), è risultato, nell'anno precedente, uguale o superiore a 0,05 GWh.
- A decorrere dal 1º luglio 2004, è cliente idoneo ogni cliente finale non domestico
- A decorrere dal 1º luglio 2007, è cliente idoneo ogni cliente finale 
Il decreto Bersani bis nel 2007 segnò la completa liberalizzazione del mercato energetico italiano, aprendolo ai nuovi fornitori e permettendo agli utenti di scegliere liberamente l'operatore a cui rivolgersi per le proprie utenze. Il quadro regolatorio prevedeva un periodo di coesistenza del mercato libero e quello regolato per permettere ai consumatori di effettuare un passaggio graduale e agevole. 
La fine del servizio di maggior tutela e del Servizio Elettrico Nazionale è stata rinviata più volte: il D. Lgs. 22 settembre 2018, n. 91 ha posticipato il passaggio obbligatorio al mercato libero dell'energia dapprima a luglio del 2020, seguito da ulteriori slittamenti che hanno portato ad oggi a fissare la data di fine per gli utenti privati al 10 gennaio 2024 per il gas e 1 luglio 2024 per la luce. Per gli utenti vulnerabili il mercato tutelato rimane fino al 2027.

## Descrizione generale
Al di là della possibilità di scegliere il fornitore, le maggiori differenze tra il mercato libero e quello tutelato per il cliente sono rappresentate soprattutto dalla spesa per la materia prima (che in generale rappresenta il prezzo dell'energia elettrica o del gas), mentre gli altri costi sono uguali per tutti gli operatori.  
Per agevolare il passaggio al mercato libero ARERA ha messo a disposizione degli utenti il Portale Offerte, dove si possono confrontare le tariffe luce e gas di vari operatori. Oltre al Portale Offerte, gli utenti possono consultare i vari comparatori di tariffe, presenti online, oppure i gestori delle utenze, che non solo aiutano i consumatori a orientarsi sul mercato e a scegliere l'offerta più adatta alle loro esigenze e abitudini di consumo, ma li accompagnano nelle pratiche contrattuali.
Un altro cambiamento riguarderà l'Autorità indipendente che si incaricherà di controllare i prezzi e i diversi operatori nel mercato, mentre prima era principalmente l'ARERA, ora diventerà l'Antitrust, trattandosi il Mercato Libero di un mercato in regime concorrenziale.

## Dati e statistiche
Con l'avvicinarsi della fine del mercato tutelato, secondo i dati di ARERA pubblicati nel monitoraggio Retail a fine 2019, nell'elettricità ad aver lasciato la maggior tutela nel 2019 sono il 46,5% dei clienti domestici (circa 13,7 milioni) e già il 59,1% delle piccole imprese (circa 4,1 milioni). Nel gas già a dicembre 2018 sul libero si trovava il 50% dei domestici. Per agevolare questo passaggio, la deliberazione del 7 luglio 2016 n. 369 dell'Autorità ha obbligato tutti i venditori a presentare al cliente la possibilità di aderire alla Tutela Simile (non più sottoscrivibile) o a un'offerta standard Placet – due tipi di offerte specifiche, limitate nel tempo e non prorogabili, con condizioni regolate, che hanno lo scopo di rendere la transizione più graduale per i cittadini.
Secondo l'Istat, al 2023 le tariffe dell'energia elettrica sul mercato libero risultavano maggiori del 56,7% rispetto a quelle del mercato tutelato.
Ci sono diverse ipotesi su cosa accadrà agli utenti che non avranno effettuato nessuna scelta entro la data che segnerà l'abolizione del mercato tutelato, tra cui il regime in stile salvaguardia, che prevede un passaggio automatico a un fornitore "esercente la salvaguardia" selezionato tramite gara, e un sistema ad aste, che stabilisce un tetto massimo di clienti che potranno fluire dal fornitore tutelato alla stessa azienda presente nel libero, mentre per quelli in "eccesso" è previsto un sistema ad aste intermedie e finali per passare a un fornitore terzo.